# Jazztel
Jazztel est un opérateur de télécommunication espagnol fondé en 1998 par Martin Varsavsky. 

## Historique
Jazztel est à l'origine une société espagnole détenue par une société britannique. 
En avril 2013, Jazztel remplace Bankia dans l'indice IBEX 35,.
En septembre 2014, Orange S.A. annonce acheter Jazztel, alors 3e opérateur fixe en Espagne, pour 3,4 milliards d'euros.
En août 2015, Orange acquiert les 5,25 % d'actions Jazztel qu'il ne possédait pas et retire le titre de la cote.